# Circonscription électorale de Lugo
Ne doit pas être confondu avec Circonscription autonomique de Lugo.
La circonscription électorale de Lugo est l'une des cinquante-deux circonscriptions électorales espagnoles utilisées comme divisions électorales pour les élections générales espagnoles.
Elle correspond géographiquement à la province de Lugo.

## Historique
Elle est instaurée en 1977 par la loi pour la réforme politique puis confirmée avec la promulgation de la Constitution espagnole qui précise à l'article 68 alinéa 2 que chaque province constitue une circonscription électorale.

## Congrès des députés

### Synthèse
|             |       | 1977 | 1979 | 1982 | 1986 | 1989 | 1993 | 1996 | 2000 | 2004 | 2008 | 2011 | 2015 | 2016 | 04/19 | 11/19 | 2023 |
| ----------- | ----- | ---- | ---- | ---- | ---- | ---- | ---- | ---- | ---- | ---- | ---- | ---- | ---- | ---- | ----- | ----- | ---- |
| UCD         |       | 4    | 3    | 1    |      |      |      |      |      |      |      |      |      |      |       |       |      |
| AP & alliés |       | 1    | 1    | 3    | 3    |      |      |      |      |      |      |      |      |      |       |       |      |
| PSOE        |       |      | 1    | 1    | 2    | 2    | 2    | 1    | 1    | 2    | 2    | 1    | 1    | 1    | 2     | 2     | 1    |
| PP          |       |      |      |      |      | 3    | 3    | 3    | 3    | 2    | 2    | 3    | 2    | 2    | 2     | 2     | 3    |
| En Marea    |       |      |      |      |      |      |      |      |      |      |      |      | 1    | 1    |       |       |      |
|             |       |      |      |      |      |      |      |      |      |      |      |      |      |      |       |       |      |
| Total       | Total | 5    | 5    | 5    | 5    | 5    | 5    | 4    | 4    | 4    | 4    | 4    | 4    | 4    | 4     | 4     | 4    |

### 1977
| Parti | Parti | Députés                                                                                    |
| ----- | ----- | ------------------------------------------------------------------------------------------ |
| UCD   |       | Antonio Díaz Fuentes, Luis González Vázquez, José María Pardo Montero, Antonio Rosón Pérez |
| AP    |       | Antonio Carro Martínez                                                                     |

### 1979
| Parti | Parti | Députés                                                          |
| ----- | ----- | ---------------------------------------------------------------- |
| UCD   |       | Antonio Díaz Fuentes, José Manuel Otero Novas, Julio Ulloa Vence |
| PSOE  |       | Pablo Pardo Yáñez                                                |
| AP    |       | Antonio Carro Martínez                                           |

### 1982
| Parti  | Parti | Députés                                                              |
| ------ | ----- | -------------------------------------------------------------------- |
| AP-PDP |       | Antonio Carro Martínez, Aniceto Codesal Lozano, Antonio Pol González |
| UCD    |       | Antonio Díaz Fuentes                                                 |
| PSOE   |       | Pablo Pardo Yáñez                                                    |

### 1986
| Parti | Parti | Députés                                                                |
| ----- | ----- | ---------------------------------------------------------------------- |
| CP    |       | César Aja Mariño, Antonio Carro Martínez, José Antonio Vázquez Calviño |
| PSOE  |       | Manuel Martínez Núñez, Manuel Guillermo Varela Flores                  |

### 1989
| Parti | Parti | Députés                                                       |
| ----- | ----- | ------------------------------------------------------------- |
| PP    |       | César Aja Mariño, Enrique Álvarez Paredes, Mauro Varela Pérez |
| PSOE  |       | Manuel Martínez Núñez, Manuel Guillermo Varela Flores         |

### 1993
| Parti | Parti | Députés                                                               |
| ----- | ----- | --------------------------------------------------------------------- |
| PP    |       | Enrique Álvarez Paredes, Julio Padilla Carballada, Mauro Varela Pérez |
| PSOE  |       | Ventura Pérez Mariño, Manuel Guillermo Varela Flores                  |

- Ventura Pérez Mariño est remplacé en février 1995 par Roberto Álvarez Fernández.

### 1996
| Parti | Parti | Députés                                                              |
| ----- | ----- | -------------------------------------------------------------------- |
| PP    |       | Julio Padilla Carballada, Benito Jesús Rego Cobo, Mauro Varela Pérez |
| PSOE  |       | José Blanco                                                          |

- Mauro Varela Pérez est remplacé en octobre 1997 par Manuel González Fernández.

### 2000
| Parti | Parti | Députés                                                                         |
| ----- | ----- | ------------------------------------------------------------------------------- |
| PP    |       | María Reyes Costas Manzanares, Julio Padilla Carballada, Benito Jesús Rego Cobo |
| PSOE  |       | José Blanco                                                                     |

### 2004
| Parti | Parti | Députés                                             |
| ----- | ----- | --------------------------------------------------- |
| PP    |       | Joaquín María García Díez, Julio Padilla Carballada |
| PSOE  |       | José Blanco, María Isabel Salazar Bello             |

### 2008
| Parti | Parti | Députés                                           |
| ----- | ----- | ------------------------------------------------- |
| PP    |       | Joaquín María García Díez, Raquel Arias Rodríguez |
| PSOE  |       | José Blanco, Margarita Pérez Herráiz              |

- Raquel Arias (PP) est remplacée en mars 2009 par María Olga Iglesias Fontal.

### 2011
| Parti | Parti | Députés                                                               |
| ----- | ----- | --------------------------------------------------------------------- |
| PP    |       | Joaquín María García Díez, Jaime de Olano, María Olga Iglesias Fontal |
| PSOE  |       | José Blanco                                                           |

- José Blanco (PSOE) est remplacé en juillet 2014 par Margarita Pérez Herráiz.

### 2015
| Parti    | Parti | Députés                                   |
| -------- | ----- | ----------------------------------------- |
| PP       |       | Joaquín María García Díez, Jaime de Olano |
| PSOE     |       | Margarita Pérez Herráiz                   |
| En Marea |       | Miguel Anxo Fernán-Vello                  |

### 2016
| Parti    | Parti | Députés                                   |
| -------- | ----- | ----------------------------------------- |
| PP       |       | Joaquín María García Díez, Jaime de Olano |
| PSOE     |       | Margarita Pérez Herráiz                   |
| En Marea |       | Miguel Anxo Fernán-Vello                  |

### Avril 2019
| Parti | Parti | Députés                                    |
| ----- | ----- | ------------------------------------------ |
| PP    |       | Jaime de Olano, Joaquín María García Díez  |
| PSOE  |       | Ana Prieto Nieto, Sonsoles López Izquierdo |

### Novembre 2019
| Parti | Parti | Députés                                     |
| ----- | ----- | ------------------------------------------- |
| PP    |       | Jaime de Olano, Joaquín María García Díez   |
| PSOE  |       | Ana Prieto Nieto, Javier Cerqueiro González |

### 2023
| Parti | Parti | Députés                                                                    |
| ----- | ----- | -------------------------------------------------------------------------- |
| PP    |       | Francisco José Conde López, Jaime de Olano, María Cristina Abades Martínez |
| PSOE  |       | José Ramón Gómez Besteiro                                                  |

- José Ramón Gómez Besteiro (PSOE) est remplacé le 12 mars 2024 par Patricia Otero Rodríguez.

## Sénat

### Synthèse
|             |       | 1977 | 1979 | 1982 | 1986 | 1989 | 1993 | 1996 | 2000 | 2004 | 2008 | 2011 | 2015 | 2016 | 04/19 | 11/19 | 2023 |
| ----------- | ----- | ---- | ---- | ---- | ---- | ---- | ---- | ---- | ---- | ---- | ---- | ---- | ---- | ---- | ----- | ----- | ---- |
| UCD         |       | 3    | 3    |      |      |      |      |      |      |      |      |      |      |      |       |       |      |
| AP & alliés |       | 1    | 1    | 3    | 3    |      |      |      |      |      |      |      |      |      |       |       |      |
| PSOE        |       |      |      | 1    | 1    | 1    | 1    | 1    | 1    | 1    | 1    | 1    | 1    | 1    | 1     | 1     | 1    |
| PP          |       |      |      |      |      | 3    | 3    | 3    | 3    | 3    | 3    | 3    | 3    | 3    | 3     | 3     | 3    |
|             |       |      |      |      |      |      |      |      |      |      |      |      |      |      |       |       |      |
| Total       | Total | 4    | 4    | 4    | 4    | 4    | 4    | 4    | 4    | 4    | 4    | 4    | 4    | 4    | 4     | 4     | 4    |

### 1977
| Parti | Parti | Sénateurs                                                                |
| ----- | ----- | ------------------------------------------------------------------------ |
| UCD   |       | Gerardo Harguindey Banet, Cándido Sánchez Castiñeiras, Julio Ulloa Vence |
| AP    |       | Francisco Cacharro Pardo                                                 |

### 1979
| Parti | Parti | Sénateurs                                                                  |
| ----- | ----- | -------------------------------------------------------------------------- |
| UCD   |       | José María Pardo Montero, Antonio Rosón Pérez, Cándido Sánchez Castiñeiras |
| AP    |       | Francisco Cacharro Pardo                                                   |

### 1982
| Parti  | Parti | Sénateurs                                                         |
| ------ | ----- | ----------------------------------------------------------------- |
| AP-PDP |       | Francisco Cacharro Pardo, Fernando Pardo Gómez, Julio Ulloa Vence |
| PSOE   |       | Jacinto Calvo López                                               |

### 1986
| Parti | Parti | Sénateurs                                                           |
| ----- | ----- | ------------------------------------------------------------------- |
| CP    |       | Francisco Cacharro Pardo, Aniceto Codesal Lozano, Julio Ulloa Vence |
| PSOE  |       | Jacinto Calvo López                                                 |

### 1989
| Parti | Parti | Sénateurs                                                                            |
| ----- | ----- | ------------------------------------------------------------------------------------ |
| PP    |       | Aniceto Codesal Lozano, Francisco Cacharro Pardo, Julio Manuel Yebra-Pimentel Blanco |
| PSOE  |       | José Blanco                                                                          |

### 1993
| Parti | Parti | Sénateurs                                                                      |
| ----- | ----- | ------------------------------------------------------------------------------ |
| PP    |       | César Aja Mariño, Francisco Cacharro Pardo, Julio Manuel Yebra-Pimentel Blanco |
| PSOE  |       | José Blanco                                                                    |

### 1996
| Parti | Parti | Sénateurs                                                                      |
| ----- | ----- | ------------------------------------------------------------------------------ |
| PP    |       | César Aja Mariño, Francisco Cacharro Pardo, Julio Manuel Yebra-Pimentel Blanco |
| PSOE  |       | Manuel Guillermo Varela Flores                                                 |

### 2000
| Parti | Parti | Sénateurs                                                                   |
| ----- | ----- | --------------------------------------------------------------------------- |
| PP    |       | César Aja Mariño, Francisco Cacharro Pardo, Fernando Carlos Rodríguez Pérez |
| PSOE  |       | Luis Ángel Lago Lage                                                        |

### 2004
| Parti | Parti | Sénateurs                                                                   |
| ----- | ----- | --------------------------------------------------------------------------- |
| PP    |       | César Aja Mariño, Francisco Cacharro Pardo, Fernando Carlos Rodríguez Pérez |
| PSOE  |       | Luis Ángel Lago Lage                                                        |

### 2008
| Parti | Parti | Sénateurs                                                                           |
| ----- | ----- | ----------------------------------------------------------------------------------- |
| PP    |       | José Manuel Barreiro, Armando Castosa Alvariño, María del Carmen Gueimunde González |
| PSOE  |       | Luis Ángel Lago Lage                                                                |

### 2011
| Parti | Parti | Sénateurs                                                                      |
| ----- | ----- | ------------------------------------------------------------------------------ |
| PP    |       | José Manuel Barreiro, Armando Castosa Alvariño, María Julia Rodríguez Barreira |
| PSOE  |       | Ricardo Varela                                                                 |

- Julia Rodríguez (PP) est remplacée en décembre 2012 par Dámaso López Rodríguez.

### 2015
| Parti | Parti | Sénateurs                                                              |
| ----- | ----- | ---------------------------------------------------------------------- |
| PP    |       | José Manuel Barreiro, Dámaso López Rodríguez, Sandra Vázquez Domínguez |
| PSOE  |       | Ricardo Varela                                                         |

### 2016
| Parti | Parti | Sénateurs                                                              |
| ----- | ----- | ---------------------------------------------------------------------- |
| PP    |       | José Manuel Barreiro, Dámaso López Rodríguez, Sandra Vázquez Domínguez |
| PSOE  |       | Ricardo Varela                                                         |

- Sandra Vázquez (PP) est remplacé en octobre 2016 par Gerardo Criado Guizán.

### Avril 2019
| Parti | Parti | Sénateurs                                                                        |
| ----- | ----- | -------------------------------------------------------------------------------- |
| PP    |       | José Manuel Barreiro, Rosa María Arza Rodríguez, Manuel Lorenzo Varela Rodríguez |
| PSOE  |       | César Alejandro Mogo Zaro                                                        |

### Novembre 2019
| Parti | Parti | Sénateurs                                                                        |
| ----- | ----- | -------------------------------------------------------------------------------- |
| PP    |       | José Manuel Barreiro, Rosa María Arza Rodríguez, Manuel Lorenzo Varela Rodríguez |
| PSOE  |       | César Alejandro Mogo Zaro                                                        |

### 2023
| Parti | Parti | Sénateurs                                                                   |
| ----- | ----- | --------------------------------------------------------------------------- |
| PP    |       | José Manuel Barreiro, María José Gómez Rodríguez, Juan Carlos Serrano López |
| PSOE  |       | César Alejandro Mogo Zaro                                                   |

- María José Gómez (PP) est remplacée le 24 avril 2024 par José Manuel Balseiro Orol.